# Włodzimierz Zakrzewski
Włodzimierz Zakrzewski (São Petersburgo, 1916 - Varsóvia, 1992) foi um pintor e artista gráfico de cartazes polaco. É considerado um dos maiores representantes do realismo socialista na pintura e na arte gráfica polonesas.